# 서초 푸르지오 써밋
서초 푸르지오 써밋(Seocho Prugio Summit)은 서울특별시 서초구 서초동에 위치한 아파트 단지이다. 서초 삼호1차 아파트를 재건축한 곳으로 총 7개동, 907세대로 구성되어 있다. 주차 대수는 1,279대이며 단지 내에는 입주민을 위한 커뮤니티 시설도 마련되어 있다.

## 같이 보기
- 푸르지오
- 반포 써밋